# کارتا اورشلیم
کارتا اورشلیم (عبری: הוצאת כרטא‎) یک شرکت نشر اطلس و نقشه است که در سال ۱۹۵۸ کار خود را آغاز کرده است.